# زیردریایی آلمانی یو-۶۳۷
زیردریایی آلمانی یو-۶۳۷ (به انگلیسی: German submarine U-637) یک زیردریایی است. این زیردریایی در سال ۱۹۴۲ ساخته شد.